# Juvigné
Juvigné – miejscowość i gmina we Francji, w regionie Kraj Loary, w departamencie Mayenne.
Według danych na rok 1990 gminę zamieszkiwało 1495 osób, a gęstość zaludnienia wynosiła 24 osób/km² (wśród 1504 gmin Kraju Loary Juvigné plasuje się na 409. miejscu pod względem liczby ludności, natomiast pod względem powierzchni na miejscu 33.).
5 lipca 2010 roku Mer Juvigné, Gerard Lemoniér i burmistrz Chocianowa, Franciszek Skibicki, podpisali Proklamację o Partnerstwie i Bliźniactwie, dzięki czemu obie miejscowości stały się miastami bliźniaczymi

## Miasta partnerskie
- Chocianów (Polska)